# Michael Cloud
Michael Jonathan Cloud, född 13 maj 1975 i Baton Rouge i Louisiana, är en amerikansk politiker (republikan). Han är ledamot av USA:s representanthus sedan 2018.
Cloud utexaminerades 1997 från Oral Roberts University där han studerade massmediekommunikation.
Cloud vann fyllnadsvalet till USA:s representanthus i juni 2018 som hölls efter att Blake Farenthold hade avgått i april 2018.